# Sveriges ambassad i Harare
Sveriges ambassad i Harare är Sveriges diplomatiska beskickning i Zimbabwe som är belägen i landets huvudstad Harare. Beskickningen består av en ambassad, ett antal svenskar utsända av Utrikesdepartementet (UD) och lokalanställda. Ambassadör sedan 2023 är Per Lindgärde. Ambassaden representerar även Sverige i Malawi och på Mauritius.

## Historia
Zimbabwe blev självständigt 1980. Samma år upprättades en svensk ambassad i Harare, som då hette Salisbury.

## Beskickningschefer
| Namn               | Period    | Funktion   |
| ------------------ | --------- | ---------- |
| Bo Heinebäck       | 1980–1984 | Ambassadör |
| Lars Norberg       | 1984–1988 | Ambassadör |
| Peter Osvald       | 1988–1990 | Ambassadör |
| Nils Daag          | 1990–1992 | Ambassadör |
| Per Taxell         | 1993–1996 | Ambassadör |
| Lennarth Hjelmåker | 1996–2001 | Ambassadör |
| Kristina Svensson  | 2001–2005 | Ambassadör |
| Sten Rylander      | 2005–2010 | Ambassadör |
| Anders Lidén       | 2010–2012 | Ambassadör |
| Lars Ronnås        | 2012–2016 | Ambassadör |
| Sofia Calltorp     | 2016–2019 | Ambassadör |
| Åsa Pehrson        | 2019–2023 | Ambassadör |
| Per Lindgärde      | 2023–     | Ambassadör |